# Logografer
Logografer (grekiska: λογογράφος, logographos) var Greklands äldsta krönikeskrivare, det vill säga grekiska historiker innan Herodotos (dock kallade Thukydides även Herodotos för logograf). 
En berömd logograf var bl.a. Hekataios från Miletos, vilken på sätt och vis bildar övergången till egentlig historieskrivning för så vitt som hos honom röjer sig strävandet att skilja mellan saga och verklighet. Logograferna tillhörde i allmänhet sjätte och förra hälften av femte årh. f.Kr. samt var nästan alla av jonisk härkomst. Av deras skrifter har endast ringa fragment bevarats. De skilde sig från epiker genom att de skrev på prosa, men skrev med poetisk stil. De skrev inte periodiskt utan lexis eiromenê, i flödande form.
I fjärde århundradet f.Kr. nyttjade man i Aten benämningen logografer även om dem som mot betalning skrev rättegångstal för andras räkning.

## Några logografer
Dionysios av Halikarnassos (Om Thucydides, 5) namner de mest berömda logograferna under klassisk tid. 
- Acusilaus
- Kadmos av Miletos
- Karon
- Damastes av Sigeum
- Hekataeos av Miletos
- Hellanikos av Lesbos
- Hippys och Glaukus av Rhegium
- Melesagoras av Chalkedon
- Ferecydes av Leros
- Stesimbrotos av Thasos
- Xantos, av Sardis i Lydien